# Biksemad
Biksemad er en varm ret, som tilhører det traditionelle danske køkken.
Stykker af kogt kartoffel blandes med løg og kødstykker og steges på en varm pande. Retten serveres ofte med spejlæg og/eller syltede rødbeder og gerne med HP-sauce, worcestershire sauce (engelsk sauce) og/eller ketchup til, samt ofte med rugbrød ved siden af. Retten kan også serveres med bearnaisesauce.
Retten er oprindelig en måde at anvende rester fra tidligere måltider.
Biksemad er oprindeligt et sømandsudtryk for plukkekød , hvorfor biksemad med stor sandsynlighed har nære relationer til det maritime køkken.
Biksemad kan, så vidt vides, dateres tilbage til 1800-tallet.
Den svenske "pyttipanna" er den samme ret som biksemad.